# Turgis de Tracy
Turgis de Tracy también  o Turgisus de Traci (c. 1009-1086) fue un noble normando de origen vikingo, señor de Tracie y senescal de Guillermo el Conquistador durante la conquista normanda de Inglaterra.
Es el primer referente de la familia de Tracy. Uno de sus descendientes fue William de Tracy, uno de los asesinos de Tomás Becket.
El origen de la familia es incierto. Las crónicas mencionan a Hugo el Rojo, señor de Tracie, un pequeño enclave de Normandía. Se supone que murió antes de la conquista de Inglaterra pues en 1066 Turgis ya había heredado los feudos familiares y alcanzado la posición de senescal, una posición de poder en la corte del duque Guillermo. Participó en la batalla de Hastings, y así se confirma en Roman de Rou de Wace. Como recompensa a sus servicios, Guillermo le concedió numerosas posesiones en Inglaterra, especialmente en Devon, como se contempla en el Libro Domesday (1086). Más tarde Guillermo, pese a su avanzada edad, le confió el control de Le Mans (1073), pero no pudo retener la plaza y fue expulsado junto a Guillermo de la Ferté-Macé. No aparecen más citas sobre Turgis, por lo que se supone murió durante el conflicto o poco después.

## Herencia
Se desconoce el nombre y ascendencia de la esposa, pero tuvo al menos tres hijos:
- William de Tracy (c. 1045-1111), de quien descendió la rama principal de la familia;[2]
- Gilbert de Tracy;
- una hija de nombre desconocido.